# Trinidad e Tobago nos Jogos Olímpicos de Verão de 1980
Trinidad e Tobago participou dos Jogos Olímpicos de Verão de 1980 em Moscou, União Soviética.

## Resultados por Evento

### Atletismo
100m masculino
- Christopher Brathwaite
  - Eliminatória — 10.44
  - Quartas-de-final — 10.37
  - Semifinais — 10.54 (→ não avançou)

- Hasely Crawford
  - Eliminatória — 10.42
  - Quartas-de-final — 10.28 (→ não avançou)

Revezamento 4x400m masculino
- Joseph Coombs, Charles Joseph, Rafee Mohammed, e Michael Solomon
  - Eliminatória — 3:04.3
  - Final — 3:06.6 (→ 6º lugar)